# Stefan Morgenstern
Stefan Morgenstern (* 1960 in Köln) ist ein deutscher Bühnen- und Kostümbildner.

## Leben
Morgenstern studierte nach seinem Abitur Architektur. 1989 schloss er sein Studium ab und schlug die Theaterlaufbahn ein. 1993 begann er als freier Bühnen- und Kostümbildner zu arbeiten.
Sein Hauptaugenmerk liegt dabei im Bereich des Tanztheaters. So entwarf er Bühnenbilder und Ausstattungen für die Choreographen Anna Vita, Torsten Händler, Michael Pink, Mauro de Candia, Bridget Breiner, Georg Reischl, Stephen Shropshire, Daniela Kurz, Renato Zanella, Roberto di Oliveira, Matjash Mrozewski, Lauri Stellings, Ivo Bärtsch, Antonio Gomes und Davide Bombana.
Dabei arbeitet er für das Staatstheater Stuttgart, das Staatstheater Nürnberg, das Nationaltheater Mannheim, die Deutsche Oper Berlin, das Staatstheater Saarbrücken, die Staatsoper Wien, die Volksoper Wien, das Aalto-Theater Essen, das Theater Augsburg, das Theater Plauen-Zwickau, das Mainfranken Theater Würzburg und die Compagnie De Anima in Rio de Janeiro.

## Theatrografie (Auswahl)
- 2008/09: Orpheus in der Unterwelt (Theater Augsburg)
- 2009/10: Ma.Donna (Theater Augsburg)
- 2011/12: Cinderella (Theater Augsburg)
- 2013/14: Das Bildnis des Dorian Gray (Theater Augsburg)
- 2015: Dans imPulse (Theater Augsburg)